# Nyctipolus
Nyctipolus är ett släkte med fåglar i familjen nattskärror som alla förekommer i Sydamerika. Tidigare placerades de i det stora släktet Caprimulgus, men DNA-studier visar att de är närmare släkt med nattskärrorna i bland annat Hydropsalis och Nyctidromus. Släktet Nyctipolus består i dagsläget av två arter:
- Sotnattskärra (N. nigrescens)
- Pygménattskärra (N. hirundinacea)